# Zlata goska
Pravljico Zlata goska je prevedla in priredila v slovenščino Tatjana Žener. Ilustracije so nastale pod roko Fran Thatcher. Knjižica je izšla v kompletu osmih knjižic pod naslovom Moja pravljična knjižica

## Kratka vsebina
Živela sta drvar in njegova žena, ki sta imela tri sinove. Eden izmed njih je bil bolj počasne pameti, zato sta ga brata klicala Tepko. Nekega dne je oče šel v gozd posekat drevo s starejšim sinom. Ko si je sin še pred posekom drevesa privoščil malico, je pred seboj zagledal majhnega možica, ki ga je prosil, če mu odstopi malo malice, vendar fant ga je osorno zavrnil. Možic je odšel. Ko je fant začel sekat drevo, se je že pri prvem udarcu ranil v nogo in stokajoče odšel domov. Naslednji dan pošlje oče v gozd posekat drevo drugega sina, pri katerem se je ponovila zgodba njegovega starejšega brata z možicem in poškodovano nogo. Naslednji dan pa si je želel v gozd Tepko. Tudi njega med malico zmoti mali možic, ki pa je bil deležen večje prijaznosti, kot prejšnja dneva. Tepko ga je sam povabil, da se mu pridruži pri malici. Tepko je sprva mislil, da ima v košari le suh kruh in kislo pivo, vendar ko je odprl malho je odkril obilnejšo malico s svežim kruhom, sirom in vinom. Po malici ga možic pozdravi z zahvalo in mu povedal, da mu bo za ljubeznivost pomagal tako, da bo ko bo posekal drevo našel med koreninami  nekaj, kar mu bo prineslo srečo in nato izginil. In res, ko je Tepko uspešno posekal drevo je med koreninami našel gosko, ki je imela perje iz čistega zlata. Tepko se je odločil, da ta dan ne gre domov, pač pa je najel sobo v krčmi. Za zlata gosja peresa so se kaj hitro zagrela krčmarjeve hčerke in jih hotela skrivoma ukrasti, vendar jim ni uspelo, saj so se ob dotiku goske prilepile ena na drugo. Tepko je zjutraj za kazen vzel gosko in šel iz krčme in sestre so mu morale slediti, saj so bile prilepljene na gosko. Najprej jim je hotel pomagati duhovnik, vendar se je ob dotiku ene od hčera tudi sam prilepil nanjo in tako za njim še cela vrsta ljudi. Nazadnje so prispeli do palače, kjer je živela žalostna princeska in njen oče. Le-ta je bil pripravljen dati njeno roko in polovico kraljestva tistemu, ki bi  njegovo hči spravil v smeh. In prav Tepko, njegova zlata goska ter kopica ljudi jo je spravila v krohot. Princeskin smeh pa je pretrgal urok zlate goske in ljudje so popadali drug čez drugega in kakor hitro se je dalo pobegnili. Tepko pa je šel zahtevat za princeskino roko, vendar kralj ni bil kar tako pripravljen dati polovico kraljestva. Dal mu je skoraj nemogočo nalogo najti nekoga, ki lahko popije celo klet vina, poje goro kruha, ter ladjo, ki pluje po vodi in po kopnem. Ko je Tepko že skoraj obupal, se je prikazal majhen možic, ki je opravil vse tri naloge. Kralj je nato držal besedo in dal Tepku princesko v zakon.

## Liki
Glavni književni lik je Tepko, ki je edino znano ime v pravljici. Vsa ostali liki niso poimenovani z imenom. Kljub temu, da je v družini tisti, ki najmanj velja in se ostali iz njega norčujejo, je Tepko pošten, dober pameten in delaven fant z željo, da poseči drevo, ki ga ni uspelo starejšima bratoma. Verjame v to, da je zmožen narediti več kot mislijo drugi. Edini od bratov je dal za jesti malemu možicu, pa čeprav je mislil, da ima v košari le malo malice. Dobrota se mu poplača z obilnejšo malico, ki se čudežno prikaže v košari. Pripravljenost deliti tud majhen kos kruha mu je kasneje prinesla srečo v življenju, kar mu je uspelo predvsem s pomočjo možica in pa zlate goske.
Mali možic odigra v zgodbi pomembno vlogo, saj prav on nekako izbere tistega, ki si zasluži zlato gosko, ki prinese junaku srečo. Spoštuje dobroto in pripravljenost pomagati drugim v stiski, saj ravno Tepku, ki mu je bil pripravljen odstopiti del malice, z nekakšno čudežno močjo zlate goske pomaga do sreče. Po drugi strani pa kaznuje pohlep in nesramnost starejših bratov z nesrečo pri sečnji drevesa.
Kralj predstavlja nekakšno oviro do sreče, saj noče kar tako dati hčer v zakon, kljub obljubi, da jo da tistemu, ki njegovo žalostno hčer nasmeji. To nalogo opravi ravno Tepko, vendar mu kralj postavi še dodatno nalogo, ki pa je na prvi trenutek neizvedljiva, vendar ga tu reši možic.
Zlata goska nima neposredne vloge v sami zgodbi, čeprav je najpomembnejša. Je nekakšen simbol sreče, ki pa si je ne zasluži kar vsak. Zlato gosko podari mali možic le najmlajšemu od bratov, to je Tepko, ki si jo s svojo dobroto zasluži. Na neki način ga vodi do sreče, tako da se poroči verjetno z najbolj zaželenim dekletom, to je princesa. Tepko z njeno pomočjo premosti vse ovire, ki so mu ob poti nastavljene.
Ostali liki so stranski:
Starejša brata sta zelo pohlepna in nesramna do malega možica, zato ju z neko nadnaravno močjo tudi kaznuje. Pohlepne so tudi krčmarjeve tri hčere, ki želijo ukrasti zlato gosko, vendar jim to ne uspe in doživijo veliko sramoto, za kar poskrbi Tepko.

## Analiza obravnavane pripovedke po Vladimirju Proppu
Obravnava je osredotočena na interpretacijo funkcij likov po Vladimirju Proppu. Izpostavljene so le funkcije, ki so v pravljici Zlata goska.
Po navadi se pravljica začne z neko izhodiščno situacijo. Naštejejo se člani družine (oče, mati in trije sinovi) in poimenuje junaka in njegov položaj (Tepko – najmlajši brat, ki je kratke pameti). To je izhodiščno stanje pravljice, čemur pa sledijo funkcije, opisane v naslenjem poglavju.
V obravnavanem besedilu odidejo od doma liki mlajše generacije, ko gredo vsak posebej posekat drevo. Glavnemu junaku, to je Tepko, skorajda prepovejo iti v gozd. Tepko je najmanjši član družine, ki ni deležen velike ljubezni v družini, še posebej med brati. Ko dobi zlato gosko, se odloči zapustiti dom. Ko Tepko pride že skoraj do kraljičine roke, dobi od njenega očeta težko nalogo, torej je pred neko preizkušnjo Glavnega junaka do kraljične pripelje zlata goska. Tepko se odzove na dejanje prihodnjega darovalca, t. j. kralj in uspešno prestane preizkušnjo. Vendar to se zgodi s pomočjo čudežnega sredstva, ko se mu ponudi možic, ki opravi zahtevano nalogo. Junak se zdaj poroči in dobi sprva le polovico carstva, po smrti očeta pa še celo. Tako dobi junak popolnoma drugo podobo, kot jo je imel na začetku zgodbe, Tepko ni več nepomemben član neke revne družine, ampak mož princese.

## Književni liki po Proppu
1.Škodljivec – kralj, ki želi preprečiti poroko
2.Darovalec – mali možic, ki junaku, daruje zlato gosko
3.Pomočnik – mali možic, ki junaku pomaga narediti nalogo
4.Princesa in njen oče - princeskin oče, da junaku nalogo, princeska pa nima definirane vloge
5.Pošiljatelj - junakov oče, ki mu dovoli iti v gozd
6.Junak - Tepko, ki se odzove na kraljeve zahteve in mu uspe narediti zahtevano nalogo s pomočjo malega možica
7.Lažni junak - kralj, ki mora priznati poraz in dati hčer v zakon z junakom

## Motivno-tematska analiza in primerjava
V nadaljevanju so izpostavljeni glavni motivi, ki se pojavljajo v pravljici Zlata goska. Hkrati pa so naštete tudi nekatere pravljice, ki se z omenjenimi motivi povezujejo.
Junaka izberejo višje sile. V primeru naše pravljice je to mali možic, ki s svojo nadnaravno močjo popelje Tepka do sreče. Najbolj pogost simboličen izraz odprtosti junaka je delitev hrane. Hrana je del tistega, ki jo daje, sprejeti hrano pa pomeni sprejeti vase podobo darovalca.
V običajen repertoar junaškega delovanja spadajo tudi različne naloge, razumljene kot preizkušnje, ki pa jih namesto junakov v večini primerov opravijo višje sile. V primeru Zlate goske je to mali možic, ki opravi nalogo za Tepka. Tako je tudi v pravljici Pastirček in čarovnikova hči
Pastirček in čarovnikova hči:
»Uganil si«, je rekel čarovnik, »za jutri ti naložim drugo delo. Do opoldne moraš posekati ta gozd nad mojo hišo, pripraviti drva, jih nacepiti, da bo z njim zakurjena peč in spečen kruh, ki ga bom jedel pri kosilu.«
Pastirček je obstal in premišljeval, kako bi naloženo delo izvršil. Nič pametnega mu ni prišlo na misel, zato je ostal križem rok do drugega jutra. Ko mu je njegova deklica prinesla zajtrk, ga je našla žalostnega in obupanega. Povprašala ga je: »glej ga, ali se ne misliš lotit dela?« On ji je pa odvrnil. »Kaj se čem pehati, ko vem da ne zmorem!« Ona se mu je od srca nasmejala in se trikrat zavrtela na petah. Ko se je prvič zavrtela, je bil ves gozd podrt, ko se je drugič zavrtela so bila drva že doma, tretjič pa je bil kruh že pečen in na čarovnikovi mizi. 
Ena od najosnovnejših pravljičnih kategorij je odhod junaka od doma, s tem se čas in prostor pravljice šele zares odpreta. Pravljice se začno z nekim stanjem ravnotežja, ki se na ta ali oni način poruši. »Dom« je ravnotežje, mirovanje, vsakdanjost (starejša brata se stalno norčujeta iz Tepka); »pot« je avantura, dogajanje (Tepko se odloči, da z zlato gosko ne bo šel domov).

Janko in Metka  odideta od doma, pod prisilo očeta.

Rdeča kapica gre na obisk k babici, kar pa je zanjo neprijetna izkušnja.
Pomemben motiv v pravljici Zlata goska je tudi gozd, saj se tam odvije ključno dogajanje. Tam sreča Tepko malega možica, mu nesebično odstopi del malice in po sečnji drevesa dobi zlato gosko, ki mu prinese srečo. Motiv gozda najdemo v številnih pravljicah.

V pravljici Rdeča kapica, se glavna junakinja odpravi k babici skozi gozd, kjer sreča volka, ki pa prekriža načrte Rdeče Kapice.

Pravljica  Janko in Metka  ravno tako prikazuje gozd kot kraj, kjer se zgodijo ključni dogodki. Janko in Metka sta brat in sestra, ki se ju njun oče želi znebiti, zato jih pelje v gozd, iz katerega ne poznata poti.

Tudi  Sneguljčica  se znajde v hiški sredi gozda v družbi sedmih palčkov.